# Suzanne Doucet
Suzanne Doucet (née le 27 août 1944 à Tübingen) est une chanteuse, compositrice et productrice allemande installée aux États-Unis depuis 1983.

## Biographie
Sa mère et sa grand-mère, toutes les deux nommées Helen von Muenchhofen, étaient actrices (sa grand-mère a joué dans Metropolis de Fritz Lang). Son père, Friedrich-Wilhelm Doucet, fut disciple de Carl Jung et écrivit une quarantaine de livres, notamment sur la parapsychologie.
Elle avait le rôle principal dans une pièce de théâtre quand elle fut découverte en 1963 par le label Metronome. Son premier tube fut la version allemande de Be My Baby des Ronettes. Neuf albums et 37 singles suivirent, et elle est maintenant spécialisée dans la musique new age.
En 1967, elle a représenté l'Allemagne à la Coupe d'Europe du tour de chant.